# Mojca Drčar Murko
Mojca Drčar Murko, slovenska novinarka in političarka, * 2. julij 1942, Ljubljana, Slovenija.
Je nekdanja slovenska evropska poslanka. 

## Življenjepis
Mojca je leta 1965 v Ljubljani diplomirala iz prava, leta 1973 pa v Zagrebu magistrirala s področja mednarodnega javnega in zasebnega prava.
Že med študijem je pričela pisati politične komentarje za Radio Ljubljana in nekatere druge revije. Leta 1977 se je zaposlila pri Delu in bila dopisnica iz Bonna, Rima in na koncu z Dunaja. Med letoma 1984 in 1986 je bila predsednica častnega razsodišča Društva novinarjev Slovenije. Leta 1988 je bila med kandidati za predsednika predsedstva SR Slovenije, vendar je skupščina izbrala Janeza Stanovnika. Leta 1988 je kot prva prejela naziv Slovenka leta. Leta 2004 je bila na listi LDS izvoljena za poslanko v Evropskem parlamentu.